# Jakob Erckrath de Bary
Jakob Erckrath de Bary (Offenbach am Main, 10 maart 1864 - 14 augustus 1938) was een Duits schermer. Op de Olympische Zomerspelen van 1906 in Athene won Erckrath de Bary, samen met het Duitse team, de gouden medaille op het sabel-onderdeel in het schermen.